# Tétényi-fennsík
Tétényi-fennsík är kullar i Ungern. De ligger i den centrala delen av landet, 11 km sydväst om huvudstaden Budapest.